# مقبرة باب الأسباط
مقبرة باب الأسباط أو مقبرة الأسباط أو المقبرة اليوسفية هي إحدى أشهر مقابر المسلمين في القدس، ويعود إنشائها إلى عهد الدولة الأيوبية.

## الموقع
تقع على ربوةٍ مرتفعةٍ تمتد من الزاوية الشمالية لباب الأسباط، ومنها إلى ناحية الشرق بحوالي 35-40 مترًا، وتلتقي حدودها مع الشارع العام المسمى (طريق أريحا)، والذي ينحدر جنوبًا إلى أن يتقاطع مع الشارع الصاعد إلى باب الأسباط. وتكون بذلك قد اتخذت رقعةً واسعةً على شكل شبه منحرف، حيث تتسع في الجنوب ليصل عرضها حوالي 105 مترًا، وتضيق ناحية الشمال. مقبرة باب الأسباط غير ملاصقةٍ للسور، وهذا على خلاف مقبرة باب الرحمة، حيث يفصلها عن السور مسافةٌ تتراوح ما بين 10-15 مترًا، وتستخدم هذه المسافة طريقًا نحو باب لأسباط. يخلطُ البعض بين مقبرة باب الأسباط ومقبرة باب الرحمة، حيث يظنها البعض امتدادًا لها.
يُوجد لها بوابتان، الأولى في الشمال بالقرب لما يُعرف بسوق الجمعة، حيث كان مكانًا لبيع وشراء الأغنام والدواب الأخرى أيام الجُمع، وذلك إغلاقه من قبل بلدية الاحتلال، وتحويله إلى مكب للنفايات. البوابة الأخرى في الجنوب، حيث ترتبط البوابتان بطريقٍ مرصوفٍ بالحجارة البيضاء بعرض 4 أمتارٍ تقريبًا، حيث تنفصل المقبرة إلى نصفين، غربي وشرقي.

## التاريخ
لم تحظ مقبرة باب الأسباط باهتمام الكتّاب والمؤرخين مقارنةً بمثيلاتها في القدس، وذلك على الرغم من كبر مساحتها وعظم مكانتها لما تضمه من رفات الشهداء والعلماء والمجاهدين والصالحين. تُرجح المصادر أنَّ مقبرة باب الأسباط قد أُقيمت في عهد الدولة الأيوبية، وسميت باليوسفية نسبةً إلى صلاح الدين الأيوبي، حيث اسمهُ يوسف بن أيوب بن شاذي بن مروان بن يعقوب الدُويني التكريتي.
ذكر محمد بن يوسف الكندي في كتابه «ولاة مصر» أن أبا الحسن علي بن الإخشيد المُتوفَّى في عام 355هـ حُمل في تابوت إلى بيت المقدس، ودفن مع أخيه ووالده بباب الأسباط. ويشير تاريخ الدفن هنا إلى عهد الدولة الفاطمية، ولم تكن هنالك مقبرة تعرف بهذا الاسم. ويمكن الاستنتاج في هذا المقام أن المقصود، هو مكان قريب من باب المدينة الشرقي والمعروف بباب الأسباط، ويرجح أن تكون المقبرة المقصودة هي مقبرة باب الرحمة، كونها تعود إلى الحقبة العُمريَّة، مما يؤكد على أن إنشاء مقبرة باب الأسباط أو اليوسفية يعود إلى عهد صلاح الدين، وأنه جرى تطويرها ربما زمن المماليك فيما بعد. وذلك على الرغم من أن بعض المؤرخين يرجعون إقامتها إلى قانصوه اليحياوي كافل الديار الشامية زمن المماليك، والذي يقال بأنه عمّر مدفنًا له ولأولاده شمال مقبرة الرحمة، فإذا صحت هذه الرواية فإن السؤال الذي يطرح نفسه هو: لماذا سُميت باليوسفية؟ ولماذا لا يوجد أي أثر لهذه التربة على الإطلاق، ولم تذكر من قبل الرحالة الأوائل من العلماء والمؤرخين؟ لهذه الأسباب وغيرها فإنه من المُرجَّح بأن تلك المقبرة أقيمت في العهد الأيوبي فعلًا. خلال العقد الثاني من القرن الحادي والعشرين، أٌقيمت جدران استنادية للمقبرة بدعم مالي من الجمهورية التركية.

## المعالم وأبرز من دُفن بها
يُلاحظ في المقبرة أنَّ القبور الجماعية (الفستقيات) تخضع لعمليات ترميم وتجديدٍ مستمر، بينما القبور الفردية، خاصةً القديمة منها، فبعضها بحالةٍ جيدة، غير أنَّ البعض الآخر بحالة سيئة، يصعب معها قراءة النصوص المحفورة على شواهدها، أو أنها بدأت تتآكل وتتهدم بفعل القَدِم وعوامل الطقس وقلّة الاعتناء بها.
تضم المقبرة عددًا من المعالم، ومنها النصب التذكاري لشهداء حرب 1967، ونصب تذكاري لشهداء مذبحة الأقصى الأولى عام 1990. كما تضم أيضًا ما يُعرف باسم «مقبرة الإخشيديين»، حيث تضم قبر مؤسس الدولة الإخشيدية في مصر محمد بن طغج الإخشيد، وقبر أنوحور بن محمد الإخشيد، وقبر علي الإخشيد شقيق أنوحور. مدفونٌ بها أيضًا راضي السلايمة وهو من أبرز وجوه الإخوان المسلمون في القدس.
كما تضم عددًا من المدافن العائلية الكبيرة والبارزة والتي يزيد عمرها عن قرن منٍ الزمان، وهي تعود لعائلاتٍ مقدسية تمتعت بمكانة سياسية واجتماعية واقتصادية ليس فقط في بيت المقدس، وإنما في كامل الديار الفلسطينية، ولعلَّ هذا ما جعل المقبرة غنية بأعداد الشهداء، والأعيان، والصالحين، والمربّين، والقضاة، والأطباء، والشيوخ.

## الانتهاكات الإسرائيلية
تُعاني مقبرة باب الأسباط كغيرها من المقابر والمعالم الإسلامية في القدس من انتهاكاتٍ إسرائيلية تهدف إلى تهويد القدس، حيث تعرضت في أبريل 2015 إلى عبث ثلاثة فتيات إسرائيليات، حيث قمّنْ برسم نجمة داود الإسرائيلية على إحدى المقابر، وكتبن جملةً بالعبرية معناها بالعربية دفع الثمن. كما هدمت بلدية الاحتلال بعضًا من القبور عام 2014. تعرضت أيضًا لانتهاكاتٍ في عام 2018 بالكتابة على القبور.

## معرض الصور

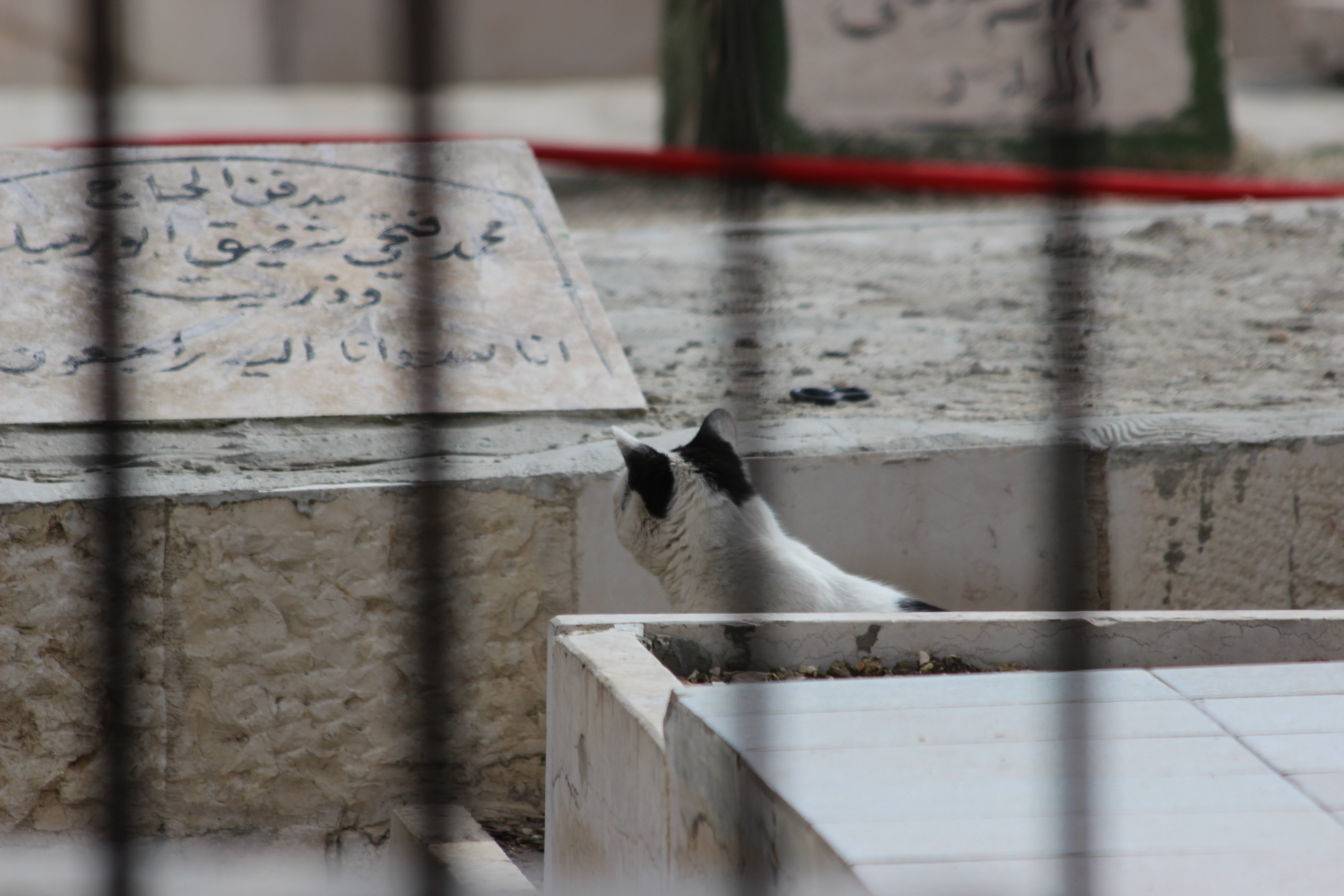
إحدى المقابر في مقبرة باب الأسباط
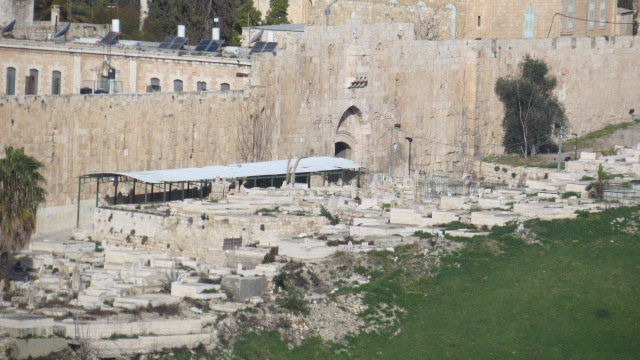
صورة من بعيد لمقبرة باب الأسباط

## وصلات خارجية
- ماذا يوجد على يسارك وانت تدخل إلى المسجد الأقصى من باب الأسباط ؟ على يوتيوب
- تعرف معنا على باب الأسباط أحد أبواب المسجد الأقصى عن قرب على يوتيوب